# Władysław Godzik
Władysław Godzik ps. „Skrzat”, „Ptasznik” (ur. 11 lutego 1920 w Niwce, zm. 30 października 1976 w Piotrkowie Trybunalskim) – podporucznik Wojska Polskiego, cichociemny, kawaler Orderu Virtuti Militari.

## Życiorys
Władysław Godzik był synem Michała i Marii Gołąb. Szkołę powszechną i gimnazjum ukończył w Brzesku. W 1938 roku rozpoczął studia prawnicze na Uniwersytecie Jagiellońskim, przerwane po wybuchu II wojny światowej. Po wrześniu 1939 roku znalazł się na Wołyniu, gdzie zamieszkał u rodziny. 28 czerwca 1940 roku został aresztowany przez NKWD i zesłany na Syberię. Na mocy układu Sikorski-Majski został zwolniony i dołączył do Armii Andersa. Przez Persję dotarł do Afryki Południowej.
We wrześniu 1942 roku znalazł się na pokładzie transatlantyku „Laconia”, płynącego do Wielkiej Brytanii. Po jego storpedowaniu 12 września, został uratowany przez francuski okręt pod flagą Vichy. Internowany w Maroku, został uwolniony po alianckim desancie i w grudniu 1942 roku znalazł się w Wielkiej Brytanii. 
Zgłosił się do służby w kraju. Po przeszkoleniu ze specjalnością w zakresie radiołączności został 19 stycznia 1944 roku zaprzysiężony jako cichociemny. W nocy z 17 na 18 października 1944 roku został zrzucony do Polski w ramach operacji „Wacek 1”. Był zastępcą dowódcy i dowódcą plutonu radiołączności Podokręgu AK Piotrków Oddział V.
We wrześniu 1945 roku ujawnił się Komisji Likwidacyjnej AK we Włochach. Nie ma wiadomości o stosowanych wobec niego represjach. Zmarł w 1976 roku. Był odznaczony Krzyżem Srebrnym Orderu Virtuti Militari nr 13493.